# EU-Gipfel 2002 in Kopenhagen
Der EU-Gipfel 2002 fand vom 12. bis 13. Dezember in Kopenhagen, Dänemark statt. Den Vorsitz hatte der dänische Ministerpräsident Anders Fogh Rasmussen.

## Themen und Teilnehmer
Die Staats- und Regierungschefs berieten die Aufnahme von zehn Ländern in die Europäische Union. Der schwedische Ministerpräsident Göran Persson erklärte, dass man sich schließlich mit den Beitrittskandidaten auf ein Finanzpaket für die Erweiterung geeinigt habe. Es wurde angekündigt, dass zum 1. Mai 2004 Polen, Ungarn, Tschechien, die Slowakei, Slowenien, Estland, Lettland, Litauen, Zypern und Malta der Europäischen Union beitreten werden. Die dänische EU-Präsidentschaft hatte eine gemeinsame Erklärung aller 25 Staaten der Gemeinschaft erstellt und erklärt, dies sei ein „großer Augenblick für Europa“. Gemeinsames Ziel aller Unterzeichner sei es, Europa zu einem „Kontinent der Demokratie, der Freiheit, des Friedens und des Fortschritts zu machen“. Der belgische Außenminister Louis Michel betonte am Rande der Konferenz: „Das ist die Wiedervereinigung Europas“ und „ein historischer Tag für die EU“. Mit einer Erweiterung um knapp 30 % war es die bisher größte Erweiterungsrunde in der Geschichte der Europäischen Union.
Zuvor war berichtet worden, Polen, Ungarn und Tschechien hätten ein Angebot der EU abgelehnt. Besonders Polen sei mit den ersten Angeboten unzufrieden gewesen.
Bundeskanzler Gerhard Schröder hatte bei den Verhandlungen mit Polen um die Finanzierung des Beitritts vermittelt. Der Kompromiss lautete: Polen sollte in den Jahren 2005 und 2006 eine Milliarde an Strukturhilfen weniger als vorgesehen bekommen, dafür aber eine Milliarde mehr an Budgethilfen. Der Vorteil für Polen bestand darin, dass die Budgethilfen ungebundene Mittel seien. Die EU stimmte dem Kompromiss zu, weil er das zuvor ausgehandelte Finanzpaket von 40,5 Milliarden Euro nicht überschritt.
Weiterhin wurden Beitrittsverhandlungen mit Bulgarien und Rumänien geführt, aber nicht mit der Türkei. Am Vorabend des Erweiterungsgipfels hatte der Wahlsieger der vorherigen türkischen Parlamentswahl, Recep Tayyip Erdoğan, noch angekündigt, dass sein Land in Kopenhagen „bis zur letzten Sekunde kämpfen“ werde, um noch vor 2004 ein Datum für Beitrittsverhandlungen zu erhalten. Die fünfzehn Mitgliedstaaten erklärten aber weitere Bedingungen für den Beginn von Beitrittsverhandlungen mit der Türkei, die nach einigem Zögern auch vom türkischen Ministerpräsidenten Abdullah Gül widerstrebend angenommen wurde. Das sei zwar keine gute Entscheidung, aber die Türkei müsse damit leben, erklärte Gül in Kopenhagen. Abermals wurden der Türkei wirtschaftlicher und politischer Reformen auferlegt, welche die Europäische Kommission Ende 2004 bewerten werde. Je nach Ausgang dieser Prüfung könnten dann im Jahr darauf Beitrittsverhandlungen beginnen. Ein Termin dafür wurde im Gegensatz zu einem deutsch-französischen Vorschlag allerdings nicht bekannt gegeben.
Die angestrebte Friedenslösung für das geteilte Zypern war in Kopenhagen ausgeblieben. Nach einem Beitritt würde die gesamte Insel Mitglied der EU werden, das Gemeinschaftsrecht aber nur im griechischsprachigen Süden des Landes zur Umsetzung kommen.